# Leolinda Daltro
Leolinda Daltro (Bahía,14 de julio de 1859 - Río de Janeiro, 4 de mayo de 1935) fue una profesora, sufragista e indigenista brasileña que luchó por la autonomía de las mujeres. En 1910, junto a otras mujeres, Leolinda fundó el Partido Republicano Femenino. En 1917 lideró una marcha que exigía la extensión del derecho al voto a las mujeres.

## Biografía
Siendo la costumbre de la época, se casó pronto y tuvo dos hijos. Pero, luego se separó del marido, encontrando una motivación para estudiar para ser profesora y ayudar en la economía de casa. A los 24 años, se casó de nuevo y se mudó a Río de Janeiro en busca de mejores condiciones de vida. Con el nuevo marido, Leolinda tuvo otros tres hijos. Después de su llegada a Río de Janeiro, Leolinda se separó o se quedó viuda, no se sabe con certeza.
Trabajó en la implantación del proyecto republicano de Estado, en el magisterio público, en la civilización de los indios y en el movimiento por los derechos de las mujeres. Pertenece a las capas intermedias de la población, era jefa de familia y creó y educó a sus cinco hijos con sus ingresos de profesora. Militó en la política, y conquistó el apoyo de Orsina da Fonseca, fundó el Partido Republicano Femenino con la poetisa carioca Gilka Machado en 1910,así como tres diarios dedicados a la mujer, además de publicar dos libros en los que contó aspectos de su vida. Por más de diez años, Leolinda y sus compañeras de partido criticaron la ciudadanía incompleta de las mujeres y participaron de todos los eventos posibles de tener repercusión en la prensa. Durante la gestión de Hermes da Fonseca, participó en la creación de la Línea de Tiro Femenina Orsina da Fonseca del Ejército Brasileño.
Además, Leolinda Daltro recorrió el interior de Brasil a fin de estimular la alfabetización laica de comunidades indígenas, a pesar de  que el sistema vigente en la época era de catequización y conversión al catolicismo.
Leolinda Daltro murió el 4 de mayo de 1935, víctima de un atropellamiento en la Avenida XV de Noviembre, en Río de Janeiro.

## Posiciones

### Educación indígena
Leolinda Daltro tenía una propuesta polémica e innovadora: la defensa de los derechos de los Indígenas. Daltro quería incorporar a los indios brasileños en la sociedad, alfabetizándolos sin connotaciones religiosas.Leolinda recorrió el interior de Goiás durante más de cuatro años para poner en práctica ese proyecto.
Al final de 1900, regresó a Río de Janeiro. Daltro fue mencionada en la prensa durante casi 15 años, el tiempo que duró el debate sobre la política indigenista que Brasil debería adoptar.

### El sufragio brasileño y el derecho al voto
En 1902, en un viaje a estado de Goiás, buscó el Instituto Histórico Brasileño para proponer la creación de una asociación civil de amparo a los indígenas. Daltro fue impedida de participar personalmente de la reunión bajo la alegación de que era mujer.
A partir de 1890, el voto dejó de ser considerado como un símbolo y pasó a ser visto como una clave para los cambios. Las sufragistas decían que las vidas de las mujeres no mejorarían hasta que los políticos pusieran sus ojos en el electorado femenino. La lucha por el derecho de voto era un medio para alcanzar un fin.

### Partido Republicano Femenino
En la vida política, Leolinda Daltro fue conocida a través de una congregación de mujeres que apoyaban la candidatura de Hermes da Fonseca para la presidencia de Brasil, en 1909, con la fundación de la Junta Femenina pro-Hermes. Este grupo era una asociación política en la que el objetivo era ser el punto de partida para la acción del feminismo en Brasil.
En el año 1910, Leolinda Daltro renombró la asociación con el nombre de Partido Republicano Femenino. Era un partido político compuesto por personas que no tenían derechos políticos. El partido fue fundado el 23 de diciembre de 1910 y registrado oficialmente el 18 de agosto de 1911. Leolinda Daltro se dedicó a la emancipación femenina a partir de la primera década del siglo XX.
En 1913, los diarios dieron amplia publicidad al movimiento de las sufragettes, casi siempre junto al mensaje reforzando que este no era un comportamiento que las brasileñas deberían seguir.En agosto de 1919, Leolinda Daltro lanzó su candidatura al cargo de intendencia municipal de la ciudad de Río de Janeiro.
En la década de 1930, Leolinda aún estaba activa en la lucha por la emancipación femenina, formando parte de la Alianza Nacional de Mujeres.Leolinda, la mayoría de las veces, fue mal comprendida y tuvo que soportar bromas y burlas en relación con su lucha.

## Importancia histórica
Leolinda Daltro no quería revolucionar el papel de la mujer en la sociedad. El objetivo era reformar su papel, integrando a la mujer de forma más justa e igualitaria en la sociedad brasileña y dando oportunidades para que las mujeres formen parte de la vida pública. También intentó reformar las leyes para que las mujeres brasileñas actuasen de forma igualitaria a la de los hombres, con las mismas oportunidades y derechos.